# Ян Каменик
Ян Ка́меник, собственно Людмила Мацешкова (чеш.  Jan Kameník,  Ludmila Macešková , 22 марта 1898, Либерец — 3 мая 1974, Прага) — чешская писательница.

## Биография
В 1918 закончила реальную гимназию в Пардубице, куда в 1900 переехала семья. В 1918—1921 училась в Академии изобразительных искусств в Праге, среди её преподавателей был Макс Швабинский; курса не кончила. Против воли родителей в 1921 вышла замуж, в 1923 родила сына, в 1930 супруги развелись, сын остался с отцом (в 1941 у юноши была обнаружена шизофрения). В 1932 родила вне брака второго сына (брак с Иржи Мацешкой был заключен позже), была вынуждена работать, поскольку супруг трудиться не хотел. В 1944 выпустила первую книгу стихов «Окна с ангелами»; по совету дружившего с ней критика Бедржиха Фучика взяла мужской псевдоним. С 1947 делила жизнь с писателем Марцелом Кабатом. Переводила Нерваля, Валери, Кокто. Дружила с Яном Заградничеком, Иваном Дивишем. В конце 1960-х была принята в Союз писателей, в её честь был устроен литературный вечер.
Скончалась в психиатрической лечебнице. Значительная часть её наследия, включая переводы, была опубликована уже в постсоциалистической Чехии.

## Произведения

### Прижизненные издания
- 1944 — Okna s anděly (стихи)
- 1947 — Neviditelný let (стихи, 2-е изд. 1995)
- 1947 — David králem (драма, не была опубликована)
- 1968 — Pubertální Henoch (стихи, переизд. 1982, 1996)
- 1970 — Učitelka hudby (проза)
- 1971 — Malá suita pro flétnu (стихи, книга была закончена в 1957)

### Посмертные публикации
- Zápisky v noci. Praha: Český spisovatel, 1993 (стихи 1952—1972)
- Mystické deníky. K tisku připr. a dosl. naps. Marcel Kabát; ilustr. Jindřich Zeithamml. Praha: Trigon, 1995.
- Prózy. Sestavovatel Marcel Kabát, K vyd. připr. a ed. pozn. naps. Robert Krumphanzl; Dosl. Eva Formánková; Výtv. doprovod Adriena Šimotová. Praha: Triáda, 1995. 253 s. (Delfín, Dílo Jana Kameníka; Sv. 1, 2)
- Překlady. Výtv. doprov. Věra Janoušková; K vyd. připr., ed. komentář a dosl. naps. Jiří Pelán. Praha: Triáda, 1996. 238 s. (Delfín, Dílo Jana Kameníka; Sv. 7, 5)